# Francesco Venturini
Pour les articles homonymes, voir Venturini.
Francesco Venturini est un compositeur et violoniste d'origine wallonne ou française, né autour de 1675 et décédé le 18 avril 1745.

## Biographie
En 1698, il est violoniste de la Chapelle électorale de Hanovre, où il s'est marié l'année précédente. Il est à noter qu'avant 1697, on ignore tout de Venturini -jusqu'à son pays d'origine.
L'hypothèse selon laquelle il viendrait d'Italie, fondée sur l'analyse de son patronyme, n'est pas probante. En effet, certains éléments de sa biographie donnent à penser qu'il serait originaire d'une région appartenant à l'actuelle Belgique : les prénoms de ses fils figurent, sur le registre de leur baptême, accompagnés du surnom de Bruxellensis.
Venturini a probablement été l'élève de son prédécesseur français à cette charge de violoniste, Jean-Baptiste Farinel (1655-1726).
Il devient premier violon en 1714 et est promu Kapellmeister à Hanovre en 1726, poste essentiellement destiné à la composition et à l'exécution de musique pour la cour. Il occupera cette fonction jusqu'à sa mort. Ses fils, et, selon toute vraisemblance, un de ses petits-fils, ont été après lui actifs dans le milieu musical des chapelles musicales de Hanovre, Stuttgart et Munich.
Venturini a été en son temps un compositeur reconnu, respecté, et a laissé des concertos de chambre ainsi qu'un certain nombre d'autres pièces, dans lesquelles il adopte la structure et la forme de la suite. Ses Concertos op.1, gravés en  1715 par Estienne Roger à Amsterdam, permettent de se faire une idée du rôle qu'il a joué dans la vie musicale de son temps.

## Enregistrements
- 2006 : Concerti da Camera, La Cetra Barockorchester Basel, dir. David Plantier (Zig Zag Territoires)

## Sources
- (en) F. Venturini sur Zig-Zag Territoires

- (de) Cet article est partiellement ou en totalité issu de l’article de Wikipédia en allemand intitulé « Francesco Venturini » (voir la liste des auteurs).